# PHP-GTK
PHP-GTK — расширение языка программирования PHP для разработки ПО с графическим интерфейсом с использованием GTK+. Оно обеспечивает объектно-ориентированный интерфейс к классам GTK+.

## Программа Hello, World
```
<?php

 

function
 
pressed
()

{

    
echo
 
"Привет опять - кнопку нажимали!
\n
"
;

}

 

$window
 
=
 
new
 
GtkWindow
();

$button
 
=
 
new
 
GtkButton
(
'Нажми меня'
);

 

$window
->
set_title
(
'Привет, мир!'
);

$window
->
connect_simple
(
'destroy'
,
 
array
(
'Gtk'
,
 
'main_quit'
));

$button
->
connect_simple
(
'clicked'
,
 
'pressed'
);

 

$window
->
add
(
$button
);

$window
->
show_all
();

 

Gtk
::
main
();

```

Снимок окна программы на PHP-GTK

Программа Hello, world! (исходный текст которой приведён выше) создаёт окно с заголовком «Привет, мир!», содержащее кнопку с надписью «Нажми меня». Нажатие приводит к выводу в консоль сообщения «Привет опять — кнопку нажимали!»